# 어휘화
어휘화(lexicalization, 語彙化)는 둘 이상의 형태소가 공시적으로 분석할 수 없는 단일어인 어휘 형태로 인식되는 과정을 말한다.

## 예시
어휘화는 크게 형태론적 어휘화와 의미론적 어휘화로 나뉘며, 아래는 한국어의 예시이다.
| (1) | 기ᇧ-+-브-    | > | 깃브- | >    | 기쁘- |
| (2) | 묻-+-엄     | > | 무덤  | 무덤 | 무덤  |
|     | 그믈-+-ㅁ   | > | 그뭄  | >    | 그믐  |
| (3) | 조+ᄡᆞᆯ       | > | 조ᄡᆞᆯ  | >    | 좁쌀  |
|     | 고(苦)+-ᄅᆞᆸ- | > | 고ᄅᆞᆸ- | >    | 괴롭- |
(1)은 현대 한국어에서 ‘기ᇧ-+-브-’로 분석할 수 없고, ‘기ᇧ-’과 ‘-브-’는 모두 현대 한국어에 존재하지 않는다.
(2)는 현대 한국어에서 ‘묻-+-엄’으로 분석할 수 없고, ‘묻-’은 현대 한국어에 존재하나 ‘-엄’은 현대 한국어에서 비생산적이다. 마찬가지로 ‘그믈-+-ㅁ’으로 분석할 수 없는데, ‘-ㅁ’은 현대 한국어에 존재하나 ‘그믈-’은 존재하지 않기 때문이다.
(3)은 현대 한국어에서 ‘조+ㅂ+쌀’ 또는 ‘좁+쌀’로 분석되나, 전자의 경우 ‘ㅂ’가, 후자의 경우 ‘좁’이 무엇인지 공시적으로 알 수 없다. 그러나 어느 경우에도 ‘쌀’은 명확하게 분석되며, ‘쌀’은 ‘멥쌀, 찹쌀, 찐쌀, 술쌀’ 등과 계열 관계를 이룬다. 마찬가지로 ‘괴롭-’은 현대 한국어에서 ‘괴+-롭-’으로 분석되나, ‘괴’가 무엇인지 공시적으로 알 수 없다. 그러나 ‘-롭-’은 명확하게 분석되며, ‘-롭-’은 ‘새롭-, 외롭-, 자유롭-, 향기롭-’ 등과 계열 관계를 이룬다.
| (4) | 더운물:     | 따뜻하게 데워진 물                                    |
| (5) | 땔나무꾼:   | ① 땔나무를 베거나 주워 모으는 것을 직업으로 하는 사람 |
|     |             | ② 아주 순박하고 꾸밀 줄 모르는 사람                   |
| (6) | 꼴뚜기장수: | 재산이나 밑천 따위를 모두 없애고 어렵게 사는 사람     |
(4)는 현대 한국어에서 ‘덥-+-ㄴ+물’로 분석되나, ‘덥-’의 의미만으로 ‘따뜻하게’를 추론하기 어렵다. 이는 과거에 ‘덥-’이 ‘덥-’과 ‘뜨겁-’의 의미를 모두 지녔다가, 현대 한국어로 오면서 ‘뜨겁-’의 의미는 사라졌는데, ‘더운물’은 그 의미가 사라지기 전에 만들어졌기 때문에 ‘따뜻하게’라는 의미를 포함하는 것이다.
ㄸㄸ
(5)는 현대 한국어에서 간단히 ‘땔나무+꾼’으로 분석되나, ①과 달리 ②는 그 구성 성분의 의미만으로 추론하기 어렵다. 즉 (5)-2는 ‘땔나무’와도 ‘꾼’과도 무관한 의미를 지녔기에 합성성의 원리를 위반한다고 할 수 있다.
(6)은 현대 한국어에서 ‘꼴뚜기+장수’로 분석되나, (5)-2와 마찬가지로 합성성의 원리를 위반하고 있다.
(1)~(2)는 형태론적 어휘화, (4), (5)-2, (6)은 의미론적 어휘화의 사례이다. (3)은 복합어가 형태론적 어휘화를 겪는 중간 단계에 있다고 볼 수 있다.

## 같이 보기
- 문법화

## 참고 문헌
- 이 문서에는 국립국어원에서 공공누리 제1유형으로 배포된 자료를 바탕으로 한 내용이 포함되어 있습니다.
- 정한데로 (2019). 《발견을 위한 한국어 단어형성론》. 서울: 서강대학교출판부. 202-207쪽. ISBN 9788972733607.